# گلاوتسیگ
گلاوتسیگ (به آلمانی: Glauzig) یک منطقهٔ مسکونی در آلمان است که در زودلیشس آنهالت واقع شده‌است. گلاوتسیگ  ۴۶۹ نفر جمعیت دارد.